# Epitonium clathrus
Epitonium clathrus (nomeada, em inglês, common wentletrap -sing.; em português, búzio -sing.; em espanhol, escalaria -sing.; em catalão, escalària -sing.; por vezes cientificamente denominada Epitonium clathrum ou Clathrus clathrus, durante o século XX; mas também Epitonium commune ou Scalaria communis) é uma espécie de molusco gastrópode marinho da família Epitoniidae, na ordem Caenogastropoda. Foi classificada por Carolus Linnaeus, em 1758, e descrita originalmente como Turbo clathrus, no Systema Naturae, sendo distribuída dos Açores ao canal da Mancha, mar Mediterrâneo, mar do Norte e mar Báltico.

## Descrição da concha e hábitos
Possui uma concha turriforme, de branca a castanho-avermelhada, com sua espiral de até 15 voltas apresentando uma série de duas a três listras diagonais conspícuas; com abertura circular e sem canal sifonal, dotada de um relevo de grossas costelas transversais e espaçadas; atingindo até os 4 centímetros de comprimento. Seu habitat é a zona nerítica, sendo encontrada em substrato arenoso ou lamacento até os 70 metros de profundidade.

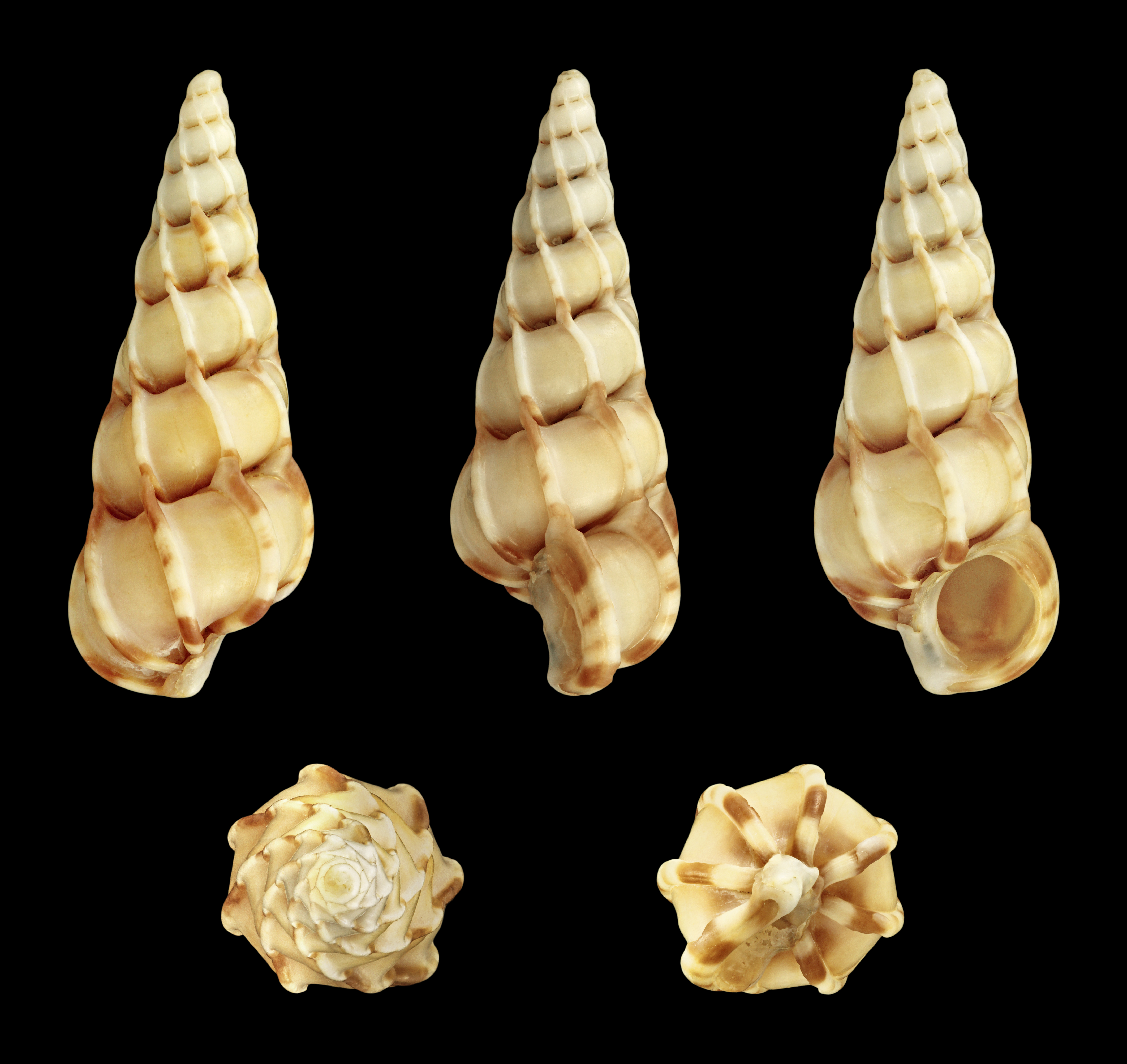
Cinco vistas da concha de E. clathrus; espécime proveniente da Bretanha, França.

## Distribuição geográfica
Esta espécie está distribuída pelo oceano Atlântico, dos Açores ao canal da Mancha, mar Mediterrâneo, mar do Norte e mar Báltico.

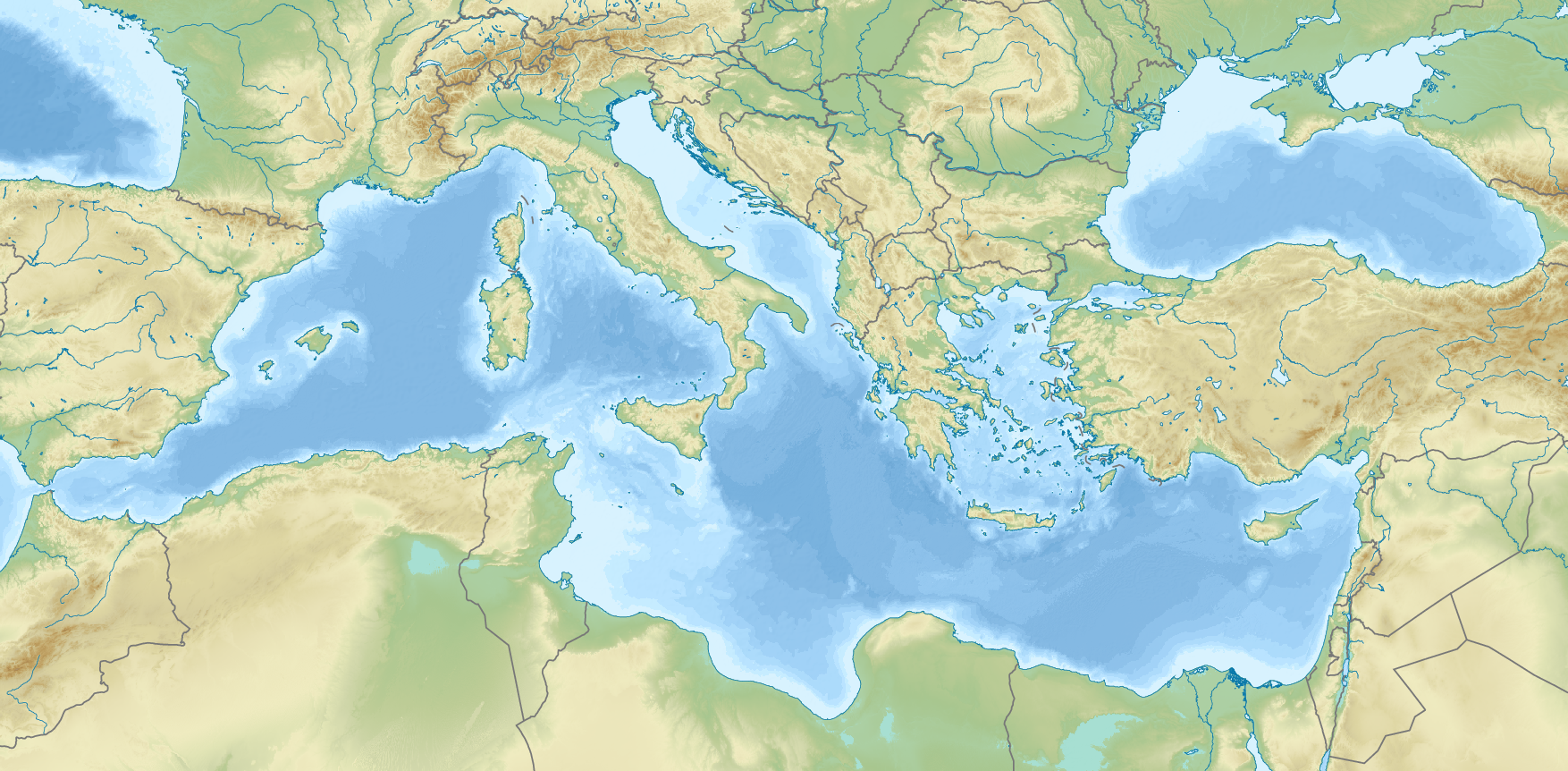
O mar Mediterrâneo é um dos habitats da espécie E. clathrus.